# AmarAmmore
| Recensione | Giudizio |
| ---------- | -------- |
| Rockol     |          |

AmarAmmore è il nono album in studio del cantautore italiano Neffa, pubblicato il 2 aprile 2021 dalla Sony Music.

## Tracce
1. Fujevo – 2:53
2. Aggio perzo 'o suonno (feat. Coez, prod. TY1) – 3:02
3. Piccerè – 2:57
4. Affianc'a te – 2:49
5. Nn'è cagnato niente (feat. Livio Cori) – 3:29
6. T'aggia verè – 3:45
7. Si me salve tu – 2:57
8. AmarAmmore (feat. Rocco Hunt) – 2:57
9. Catene – 3:14
10. Saccio ca putesse – 3:22
11. Speranza – 3:38
12. N'abbraccio – 1:38

## Classifiche
| Classifica (2021) | Posizione massima |
| ----------------- | ----------------- |
| Italia            | 44                |